# That One Night: Live in Buenos Aires
That One Night: Live in Buenos Aires è un album dal vivo del gruppo musicale statunitense Megadeth, consistente nella registrazione di un concerto a Buenos Aires il 9 ottobre 2005.
In realtà, il live fu originariamente pubblicato come DVD il 6 marzo 2007, ma successivamente anche come doppio CD il 4 settembre dello stesso anno.
Esistono inoltre dei brani registrati al concerto ma non inseriti in nessuna versione della pubblicazione, che sono disponibili online .

## DVD
1. Blackmail the Universe
2. Set the World Afire
3. Wake Up Dead
4. In My Darkest Hour
5. She Wolf
6. Reckoning Day
7. A Tout Le Monde
8. Hangar 18 & Return to Hangar
9. I'll Be There
10. Tornado of Souls
11. Trust
12. Something That I'm Not
13. Kick the Chair
14. Coming Home
15. Symphony of Destruction
16. Peace Sells
17. Holy Wars... The Punishment Due
18. Alternate track of Symphony of Destruction

### Brani suonati e non inseriti nel DVD
1. Skin O' My Teeth
2. The Scorpion
3. Die Dead Enough
4. Angry Again
5. Train Of Consequences
6. Of Mice And Men
7. Sweating Bullets

## CD

### Disco 1
1. Jet Intro
2. Blackmail the Universe
3. Set the World Afire
4. Skin O' My Teeth
5. Wake Up Dead
6. In My Darkest Hour
7. Die Dead Enough
8. She Wolf
9. Reckoning Day
10. A Tout Le Monde
11. Angry Again

### Disco 2
1. Hangar 18
2. Return to Hangar
3. I'll Be There
4. Tornado of Souls
5. Trust
6. Something That I'm Not
7. Kick the Chair
8. Coming Home
9. Symphony of Destruction
10. Peace Sells
11. Holy Wars... The Punishment Due

## Formazione
- Dave Mustaine – voce, chitarra
- Glen Drover – chitarra, cori
- James MacDonough – basso, cori
- Shawn Drover – batteria